# Self Control (Lied)
Self Control ist ein Popsong aus dem Jahr 1984, der von Raf, Giancarlo Bigazzi und Steve Piccolo geschrieben wurde. Sowohl in der von Raf selbst als auch in der von Laura Branigan interpretierten Version wurde das Lied ein internationaler Top-10-Hit.

## Hintergründe

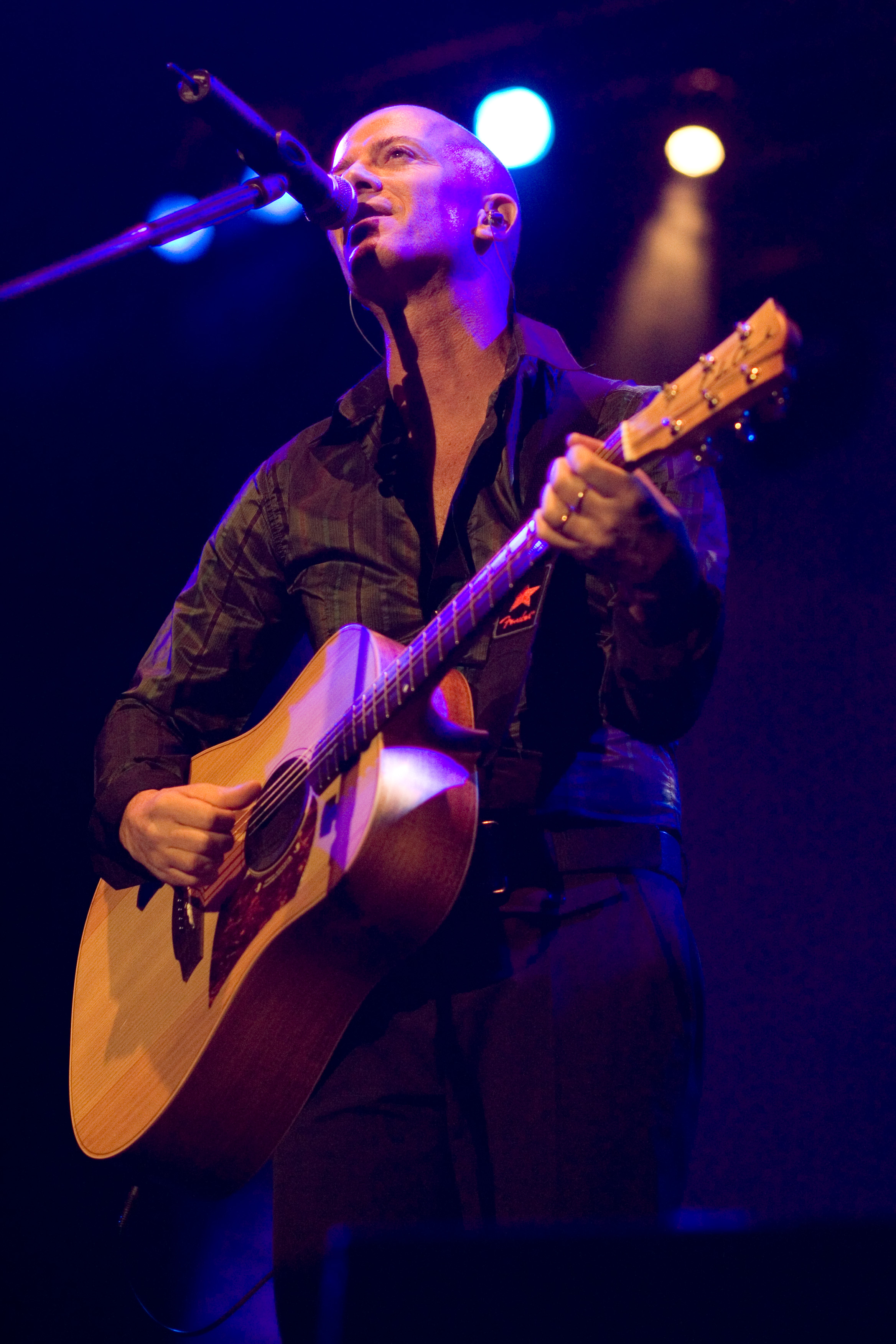
Raf (2006)

Die Songwriter Riefoli, Bigazzi und Piccolo schrieben das Lied im Jahr 1983, veröffentlicht wurde es von Raffaele Riefoli unter dem Künstlernamen Raf auf seinem 1984 veröffentlichten Debütalbum. Allerdings erschien dieses nur in Europa, weil Raf als unbekannter Künstler keinen weltweiten Plattenvertrag bekam. Über ihren Musikverlag hatten die Songwriter das Lied bereits zuvor Laura Branigan angeboten, die mit Gloria schon einen Charterfolg in den USA verbuchen konnte. Aus diesem Grund erschienen 1984 auf Rafs Album Change Your Mind eine Italo-Disco-Version und auf Branigans Album Self Control eine von Jack White produzierte Pop-Version. Schließlich veröffentlichte Laura Branigan im Sommer 1984 das Lied als Single, nur kurze Zeit später erschien die Version von Raf. Dieser sah sich zunächst heftigen Plagiatsvorwürfen ausgesetzt, die anhand der Urhebervermerke in den Veröffentlichungen von Laura Branigan schnell ausgeräumt werden konnten.

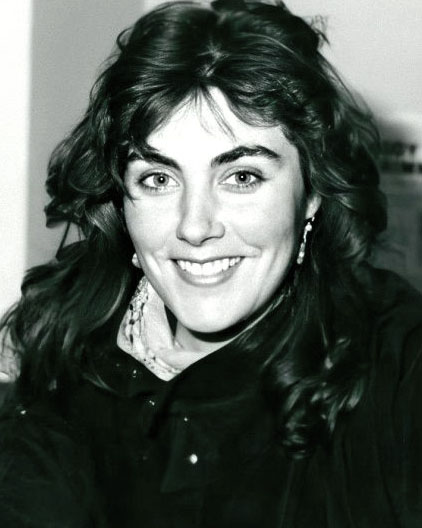
Laura Branigan (ca. 1982)

Die Laura-Branigan-Version wurde 1984 auf ihrem Album Self Control veröffentlicht. 1992 erschienen ein „Germany Remix“ und 1999 ein „South-Africa-Remix“. Die Produzenten dieser Versionen waren Jack White und Robbie Buchanan.

## Kommerzieller Erfolg

### Chartplatzierungen
Die Version von Raf war in Italien sehr beliebt, sie blieb dort sieben Wochen auf Platz 1. In Deutschland erreichte sie Platz 2 hinter der Version von Laura Branigan. Die B-Seite der Single von Raf enthält Part 2 von Self Control, der eine Rap-Passage von Raf und einem ungenannten zweiten Interpreten enthält. Beide Seiten entsprechen zusammen der gut sechsminütigen Maxi-Version. Die B-Seite der Maxi-Single ist Running Away. Die zuerst veröffentlichte Single von Laura Branigan wurde in Europa und den USA ein Top-Ten-Hit. In Deutschland hielt sich die Version sechs Wochen auf Platz 1, auch in der Schweiz, Österreich, Kanada, Südafrika und Schweden erreichte sie den ersten Platz der Charts. In Deutschland war Self Control in der Branigan-Version das kommerziell erfolgreichste Lied des Jahres 1984. Die B-Seite der Single ist Silent Partners.
| ChartsChartplatzierungen | Höchstplatzierung | Wochen |
| ------------------------ | ----------------- | ------ |
| Deutschland (GfK)        | 2 (17 Wo.)        | 17     |
| Italien (FIMI)           | 1 (22 Wo.)        | 22     |
| Österreich (Ö3)          | 7 (10 Wo.)        | 10     |
| Schweiz (IFPI)           | 1 (14 Wo.)        | 14     |

| ChartsJahrescharts (1984) | Platzierung |
| ------------------------- | ----------- |
| Deutschland (GfK)         | 15          |
| Schweiz (IFPI)            | 10          |

| ChartsChartplatzierungen       | Höchstplatzierung | Wochen |
| ------------------------------ | ----------------- | ------ |
| Deutschland (GfK)              | 1 (20 Wo.)        | 20     |
| Österreich (Ö3)                | 1 (14 Wo.)        | 14     |
| Schweiz (IFPI)                 | 1 (16 Wo.)        | 16     |
| Vereinigte Staaten (Billboard) | 4 (25 Wo.)        | 25     |
| Vereinigtes Königreich (OCC)   | 5 (17 Wo.)        | 17     |

| ChartsJahrescharts (1984)      | Platzierung |
| ------------------------------ | ----------- |
| Deutschland (GfK)              | 1           |
| Österreich (Ö3)                | 5           |
| Schweiz (IFPI)                 | 1           |
| Vereinigte Staaten (Billboard) | 20          |

### Auszeichnungen für Musikverkäufe
| Land/Region    | Auszeichnungen für Musikverkäufe (Land/Region, Auszeichnung, Verkäufe) | Verkäufe |
| -------------- | ---------------------------------------------------------------------- | -------- |
| Italien (FIMI) | Gold                                                                   | 50.000   |
| Insgesamt      | 1× Gold ·                                                              | 50.000   |

| Land/Region                  | Auszeichnungen für Musikverkäufe (Land/Region, Auszeichnung, Verkäufe) | Verkäufe  |
| ---------------------------- | ---------------------------------------------------------------------- | --------- |
| Dänemark (IFPI)              | Gold                                                                   | 45.000    |
| Deutschland (BVMI)           | Gold                                                                   | 250.000   |
| Frankreich (SNEP)            | Gold                                                                   | 500.000   |
| Spanien (Promusicae)         | Gold                                                                   | 30.000    |
| Vereinigtes Königreich (BPI) | Silber                                                                 | 250.000   |
| Insgesamt                    | 1× Silber · 4× Gold ·                                                  | 1.075.000 |

## Musikvideo
Beim Musikvideo zu Branigans Version führte William Friedkin Regie.

## Weitere Coverversionen und Neuinterpretationen

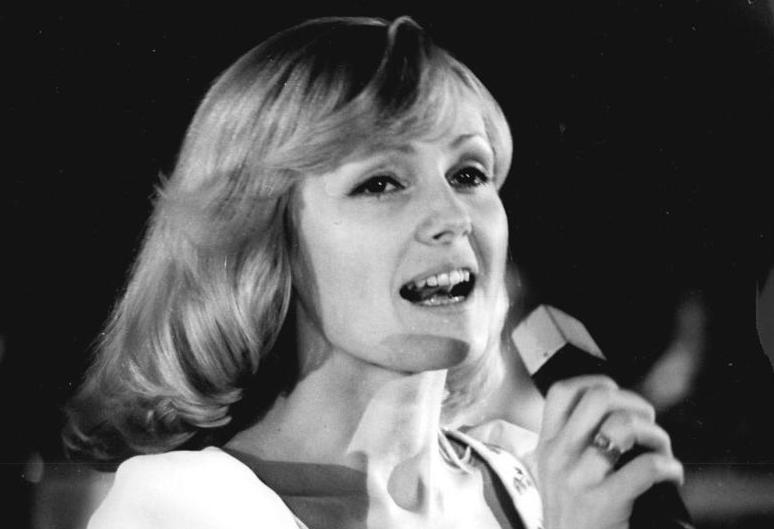
Die tschechische Sängerin Helena Vondráčková (hier 1976) sang das Lied 1985 auf Englisch und Tschechisch

Aufgrund der Popularität wurde Self Control in den folgenden Jahren in zahlreichen neuen Versionen gecovert oder neu interpretiert. Die Coverdatenbank cover.info listet fast 75 Versionen des Liedes und auch bei secondhandsongs.com sind mehr als 70 Versionen verzeichnet. Dabei gibt es neben der englischsprachigen Version auch Versionen auf Kroatisch, Finnisch, Spanisch, Französisch und Deutsch sowie als Instrumentalversionen.
Unter den Coverversionen befinden sich die Folgenden:
- 1984: Meiju Suvas (Viet itsekontrollin), Elvira (Samokontrola), Mach 2
- 1985: Helena Vondráčková (Ty máš tu moc fajn moc)
- 1986: Roger Williams (instrumental)
- 1993: Ricky Martin (Que dia es hoy)
- 2001: Paralysed Age
- 2002: First Love feat. Delane & Eden
- 2003: Amber White
- 2004: Replicant ant feat. Marc Almond, Antoine Clamaran (Feel It)
- 2005: Royal Gigolos (Medley aus Self Control und Somebody’s Watching Me)
- 2006: Infernal, Soraya Arnelas
- 2007: Brothers Incognito feat. Eve Justine, Caramelle feat. Nitro
- 2008: Dave Sinclair, Thomas Gold & Dim Chris
- 2009: Paffendorf, DJ Blackskin feat. G-Va & Caramell, Lorie feat. Dim Chris
- 2011: Antonia aus Tirol
- 2024: Crippled Black Phoenix

Zudem wurde die Melodie und teilweise auch der Refrain 2002 von JamX & De Leon in ihrem Song Can U Dig It und 2024 von Fast Boy & Raf in Wave verarbeitet.